# Wałujczik
Wałujczik (ros. Валуйчик) – wieś w Rosji, w obwodzie biełgorodzkim, w rejonie krasnogwardiejskim. W 2010 liczyła 698 mieszkańców.